# Ouroboros

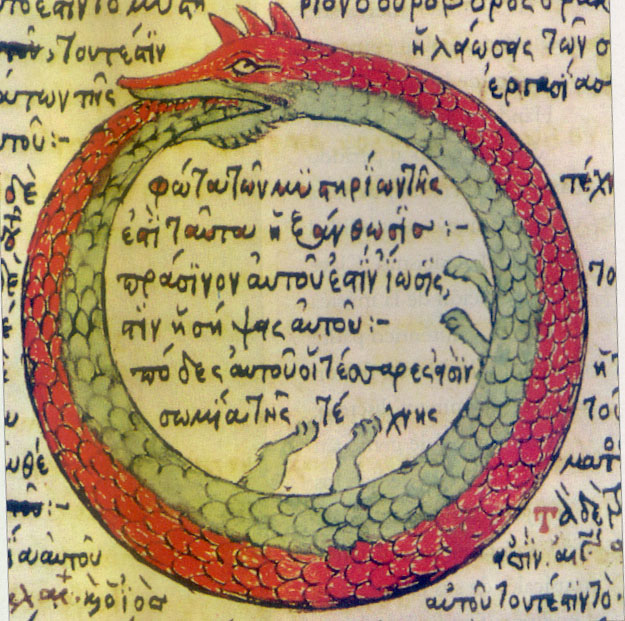
Ouroboros. Zeichnung von Theodoros Pelecanos aus Synosius, einem alchemistischen Traktat aus dem Jahr 1478

Der Ouroboros oder Uroboros (altgriechisch Οὐροβόρος ‚Selbstverzehrer‘, wörtlich „Schwanzverzehrender“; von griechisch οὐρά ourá, deutsch ‚Schwanz‘, und bóros ‚verzehrend‘; Plural Ouroboroi bzw. Uroboroi) ist ein bereits in der Ikonographie des Alten Ägyptens belegtes Bildsymbol einer Schlange oder eines Drachen, die sich in den eigenen Schwanz beißt und so mit ihrem Körper einen geschlossenen Kreis bildet. Er wird auch als Schlange der Ewigkeit bezeichnet.

## Bedeutung
Platon beschreibt in seinem Dialog Timaios als erste Lebensform auf Erden ein Kugelwesen als eine „vom Mittelpunkte aus nach allen Endpunkten gleich weit abstehende kreisförmige Gestalt, die vollkommenste Form“. Moderne Mystiker wollen das gerne als Ouroboros umdeuten, der damit als autarkes Wesen beschrieben wäre: Autark deshalb, weil es als in sich geschlossen, ohne Bezug zu oder Bedarf nach einem Außen oder einem Anderen, vorgestellt wurde. Ein Ouroboros braucht keine Wahrnehmung, da außerhalb seiner nichts existiert; keine Ernährung, da seine Nahrung die eigenen Ausscheidungen sind, und er bedarf keiner Fortbewegungsorgane, da außerhalb seiner kein Ort ist, zu dem er sich begeben könnte. Er kreist in und um sich selbst und bildet dabei den Kreis als vollkommenste aller Formen.
In der alchemistischen Symbolik ist der Ouroboros das Bildsymbol eines in sich geschlossenen und wiederholt ablaufenden Wandlungsprozesses der Materie, der im Erhitzen, Verdampfen, Abkühlen und Kondensieren einer Flüssigkeit zur Verfeinerung von Substanzen dienen soll. Dabei wird die zum Zirkel geschlossene Schlange oft durch zwei Wesen ersetzt, die Maul und Schwanzende verbinden, wobei das obere als Zeichen der Flüchtigkeit (Volatilität) als ein geflügelter Drache wiedergegeben ist.

## Entstehung

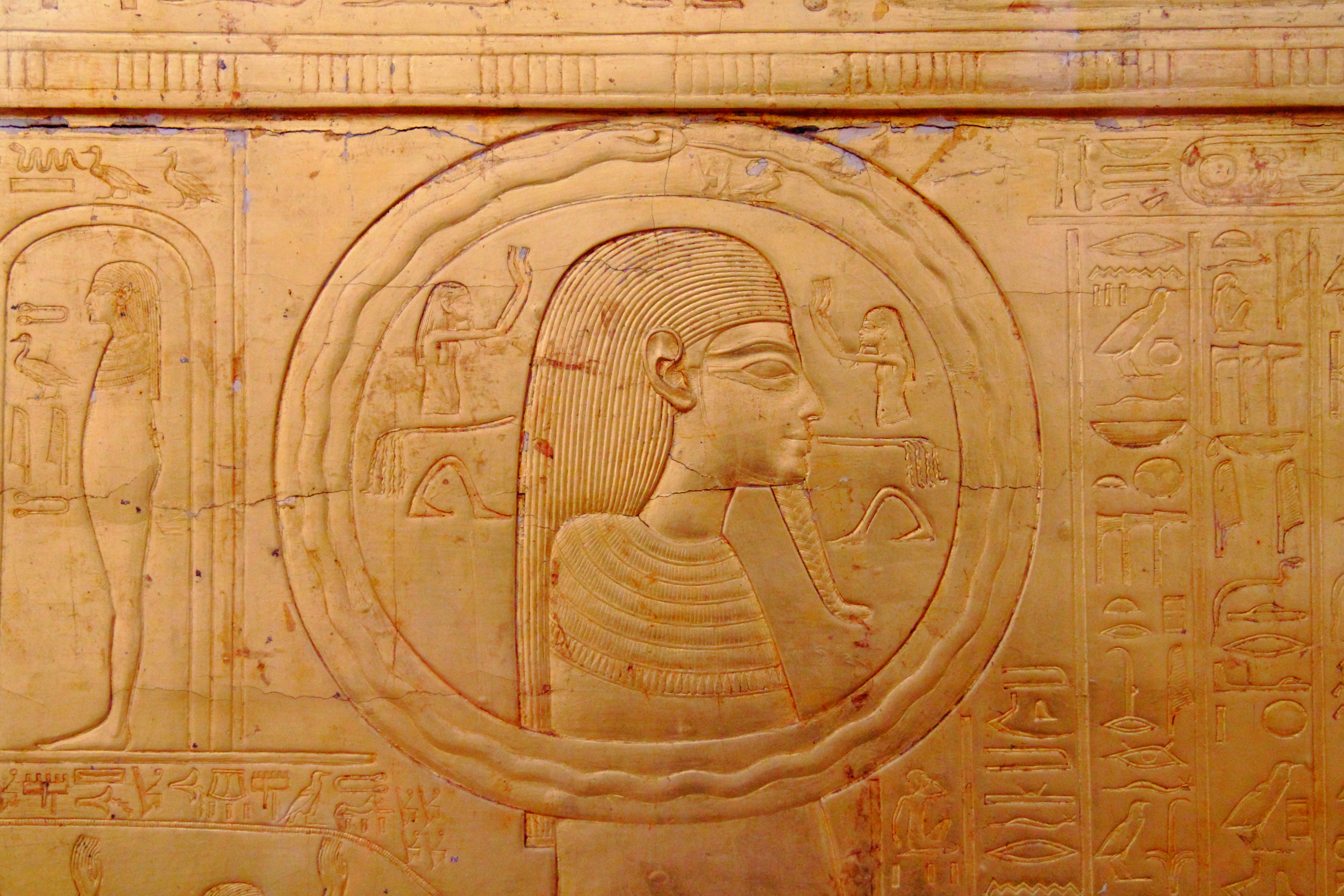
Erste Darstellung des Ouroboros auf dem zweiten Sarkophagschrein des Tutanchamun („Änigmatisches Unterweltsbuch“); etwa 1320 v. Chr.

Als eine Urform des Ouroboros können neolithische Leitartefakte aus Jade der Hongshan-Kultur angesehen werden. Sie werden im Chinesischen als „Schweine-Drache“ (zhulong 豬龍) bezeichnet. Der nächstälteste bekannte Ouroboros erscheint auf einem der Schreine, die den Sarkophag von Tutanchamun umgaben. Später ist er mehrfach in den Zauberpapyri des hellenistischen Ägypten zu sehen. Er ist ein Symbol der kosmischen Einheit, die sich in der Formel ἕν τὸ πᾶν hen to pan, deutsch ‚Eins ist Alles‘ ausdrückt, und insbesondere der Entsprechung von Mikro- und Makrokosmos. So erscheint die Formel in der Chrysopoeia der Kleopatra, einem antiken alchemistischen Text, wo sie von der Form des Ouroboros umschlossen wird.

## Ähnlichkeiten

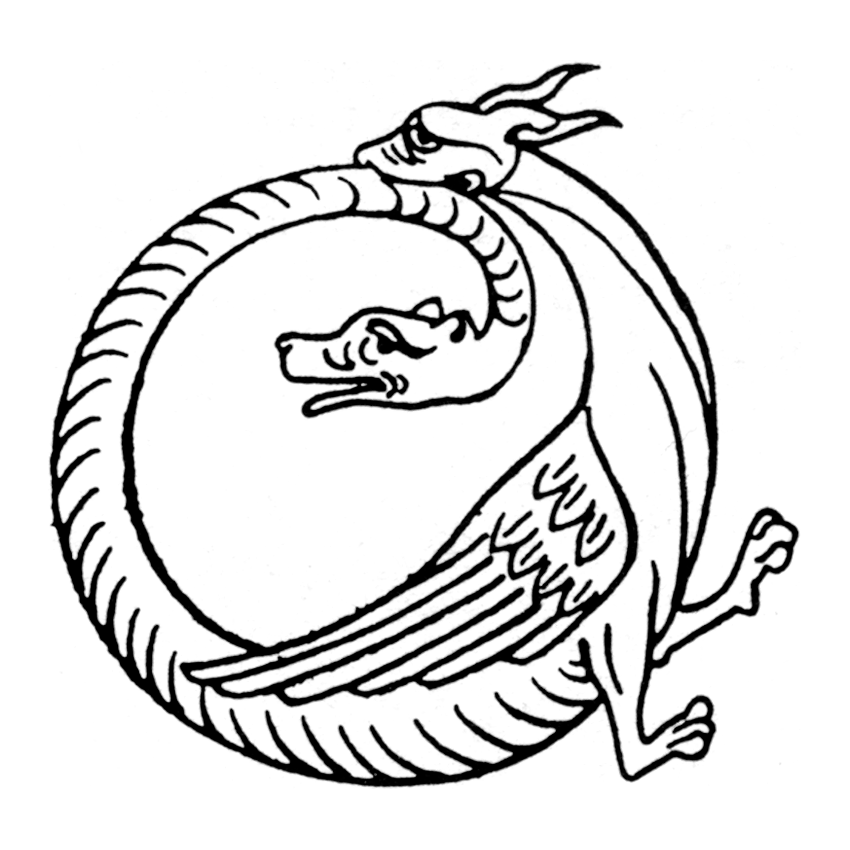
Amphisbaena in Ouroborospose

Der Ouroboros taucht nicht nur in der antiken Mythologie und Philosophie auf: Auch die weltumspannende Midgardschlange der nordischen Mythologie beißt sich, dem Gylfaginning, einem Teil der Snorra-Edda, zufolge, in den eigenen Schwanz und formt so einen Weltkreis, und im „Yoga Kundalini“ Upanishad wird von der Kundalini-Schlange ebenfalls gesagt, dass sie ihren Schwanz in das Maul nehme.
Ähnlich wie der Ouroboros (Schwanz im Maul) wird auch die Amphisbaena dargestellt. Dennoch handelt es sich dabei um ein weiteres Fabelwesen. Eine Amphisbaena ist eine Schlange oder ein Drache, welcher über einen zweiten Kopf am Schwanzende verfügt. Während beim Ouroboros der Fokus darauf liegt, dass er praktisch autark ist, liegt er bei der Amphisbaena auf der Tatsache, dass sie praktisch unbesiegbar ist, da sie sowohl nach hinten als auch nach vorne blicken und entwischen kann.
Auch in der Ursprungslegende der indischen und südostasiatischen kirtimukhas oder kalas ist von einem sich selbst verschlingenden Monsterwesen die Rede.

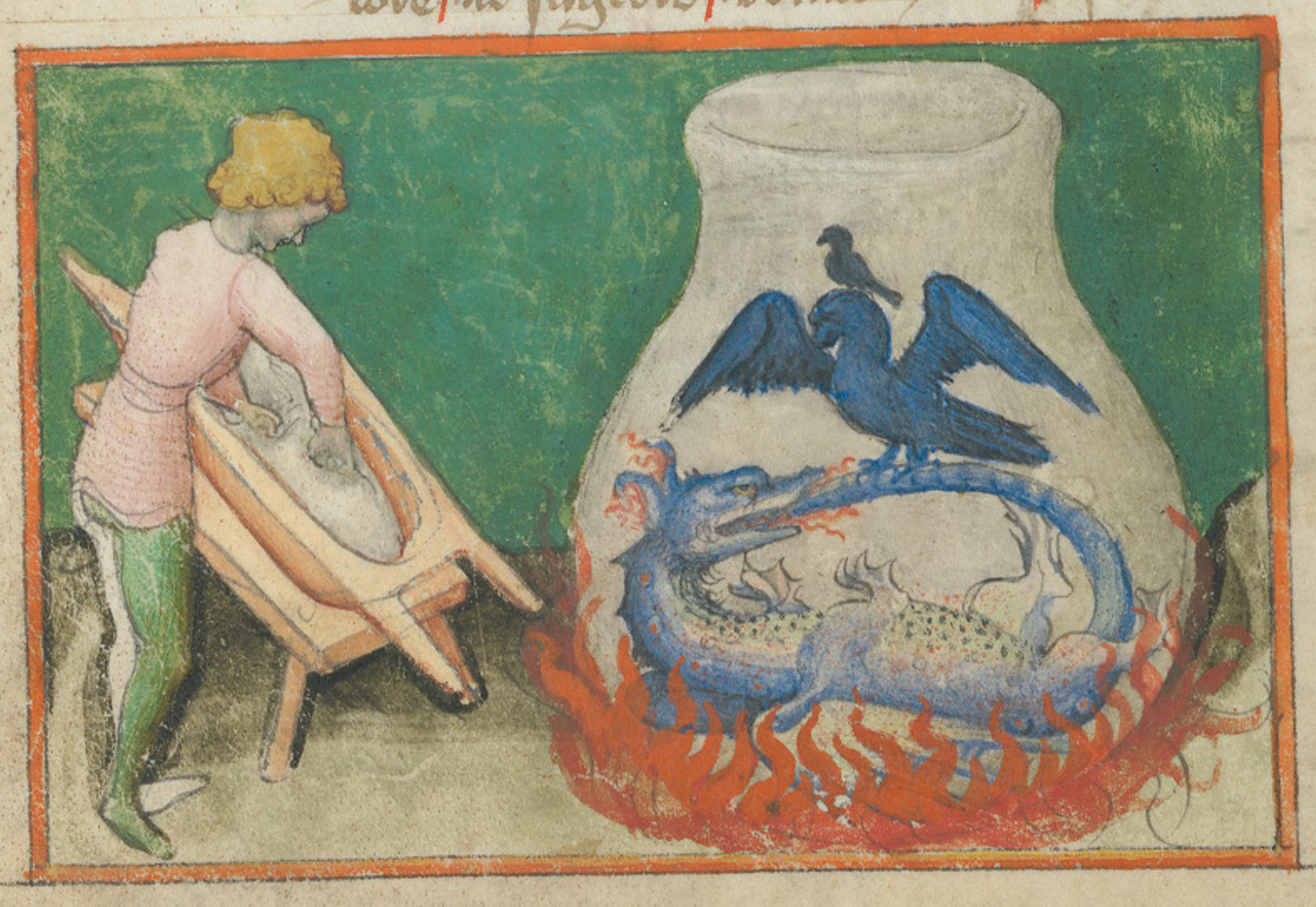
Aurora consurgens

Die Schlange auf dem Schalldeckel der barocken Kanzel (Deisenhofen) beißt sich die Gesetzestafeln umringend in den Schwanz.

### Panzergürtelschweif

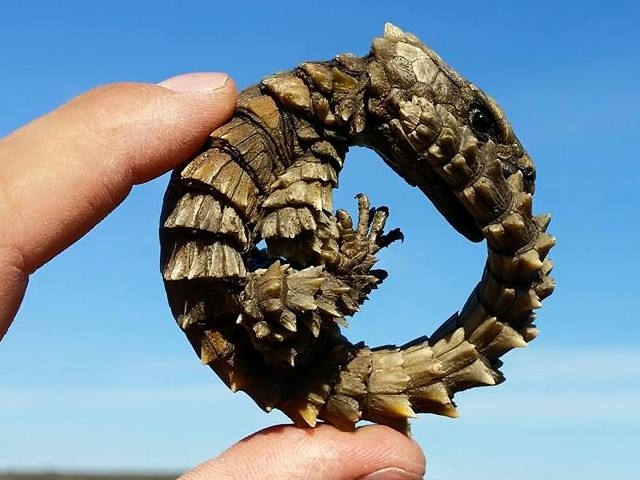
Panzergürtelschweif (Ouroboros cataphractus) in seiner Verteidigungshaltung, die den Darstellungen des Ouroboros gleicht.

Der Panzergürtelschweif (Ouroborus cataphractus), eine Echse aus dem Süden Afrikas, zeigt eine Verteidigungshaltung, bei der sie ihren Schwanz mit dem Mund fasst, um so mit den stachelig wirkenden Schuppen des Schwanzes ihren Bauch zu schützen. Da diese Haltung dem Ouroboros so ähnelt, erhielt bei einer Überarbeitung der Familie der Gürtelschweife die neue Gattung, in die der Panzergürtelschweif gestellt wurde, den Namen Ouroboros.

## Rezeption
Jorge Luis Borges behandelt den Ouroboros in seiner Sammlung Einhorn, Sphinx und Salamander – Ein Handbuch der phantastischen Zoologie und zitiert seinen Kollegen Martinez Estrada, der den Ouroboros als Schlange, die am Ende ihres Schwanzes beginnt, beschreibt. Seinen Ruhm verdankt der Ouroboros laut Borges der skandinavischen Kosmogonie und dort der Prosa-Edda.
Das Kunstmuseum Wolfsburg verhandelte in der Ausstellung NEVER ENDING STORIES. Der Loop in Kunst, Film, Architektur, Musik, Literatur und Kulturgeschichte vom 29. Oktober 2017 bis zum 18. Februar 2018 den Ouroboros als Symbol der in sich kreisenden Unendlichkeit und Ewigkeit durch die Jahrhunderte und Weltkulturen. Als Beispiel wurde u. a. eine Abbildung aus der Aurora Consurgens, einem mittelalterlichen Manuskript der Zentralbibliothek Zürich, präsentiert. In der Schau begegneten sich die Alchemie des Mittelalters, die Buchgelehrsamkeit der Renaissance, der Buddhismus, die germanische Mythologie, das abendländische Christentum und die atheistische Philosophie.

„Allem Zukünftigen beißt das Vergangene in den Schwanz“ – mit dem Ouroboros und ähnlichen Symbolen ist die Ewige Wiederkunft (Friedrich Nietzsche) illustriert worden
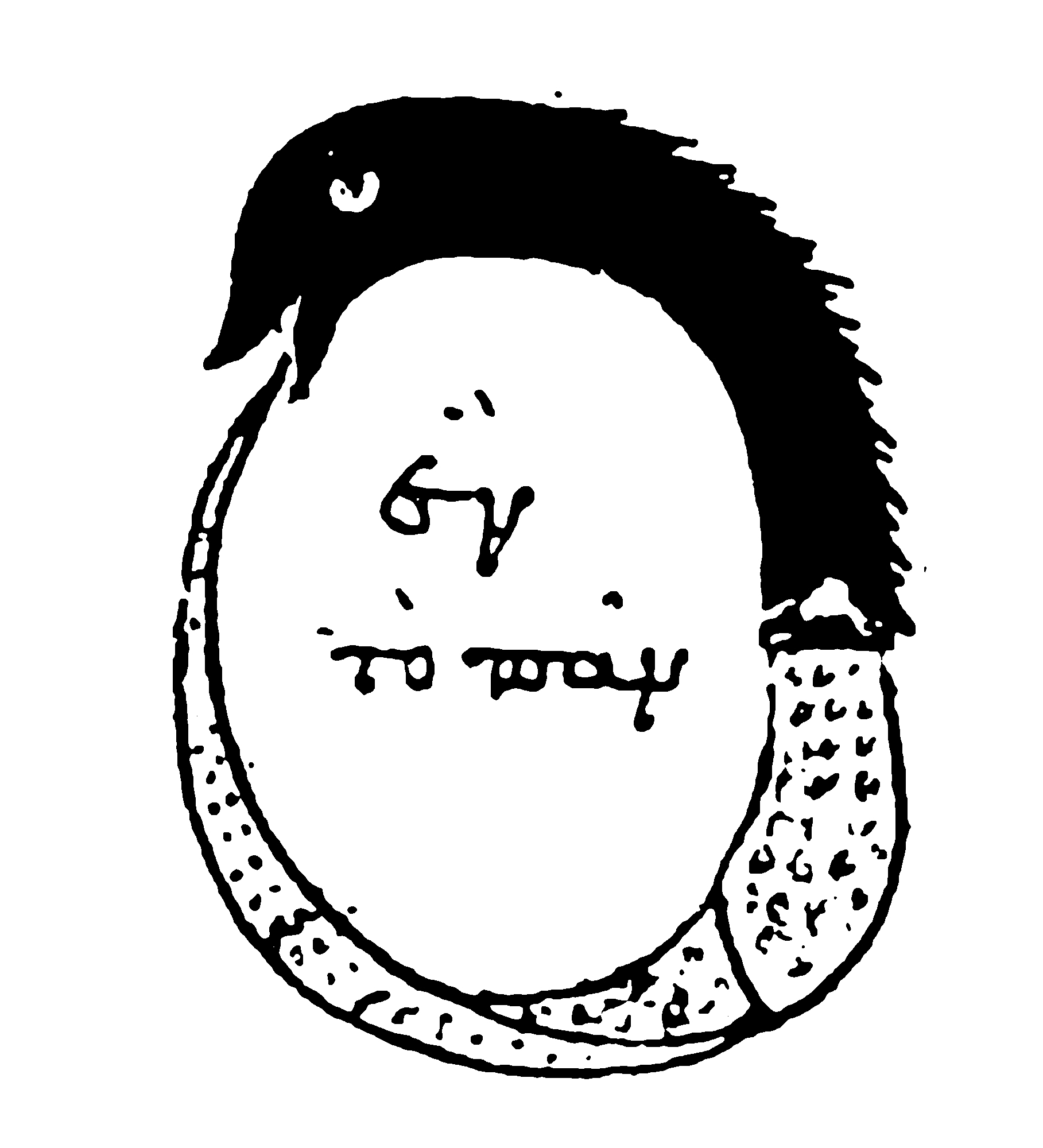
Illustration aus der „Chrysopoeia der Kleopatra“. Text: Ἓν τὸ πᾶν hen to pan, deutsch ‚Alles ist eines‘
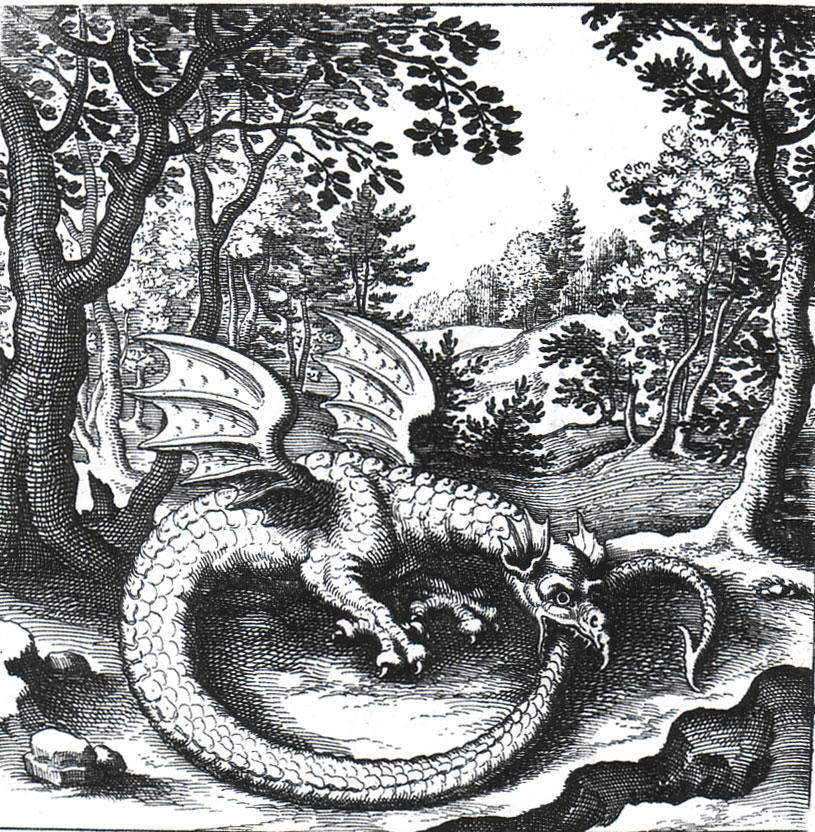
Stich von Lucas Jennis aus De Lapide Philosophico
Wappen von Herongen
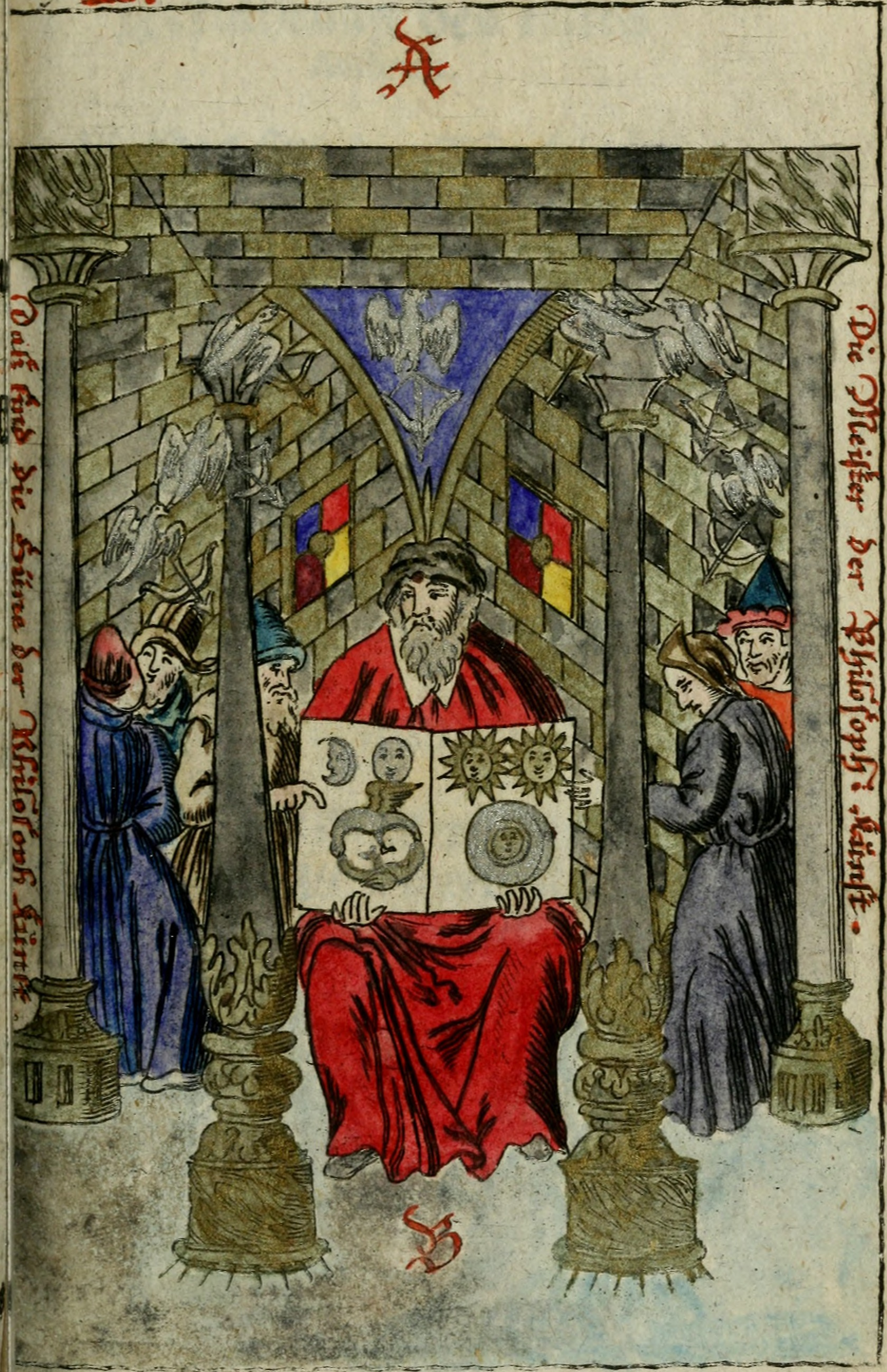
Joh. Michaelis Faustij Compendium alchymist. Pandora die edelste Gabe Gottes. Hermes folgt der Beschreibung von Ibn Umail
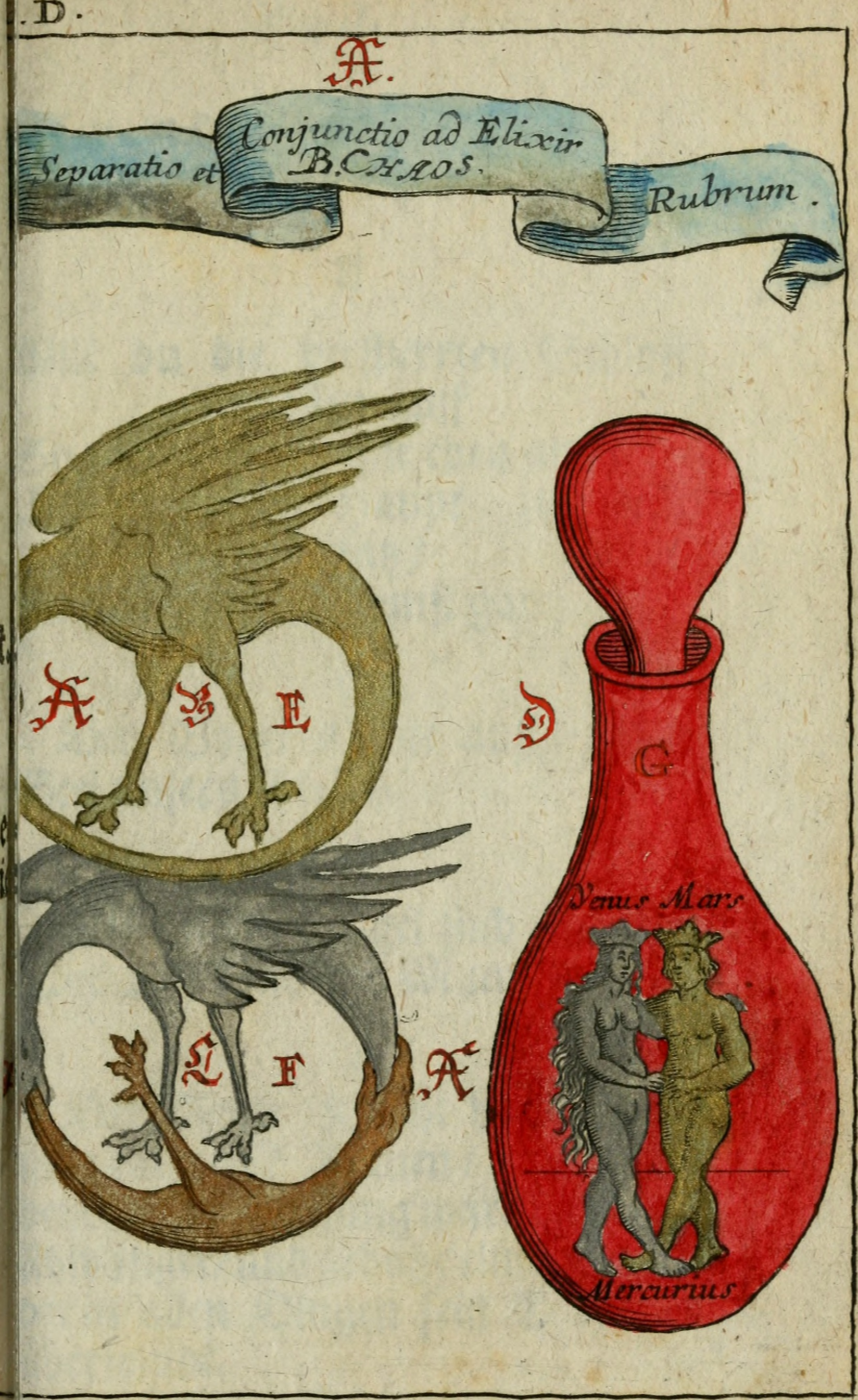
Illustration in Johann Michael Faust Compendium Alchymist 1702
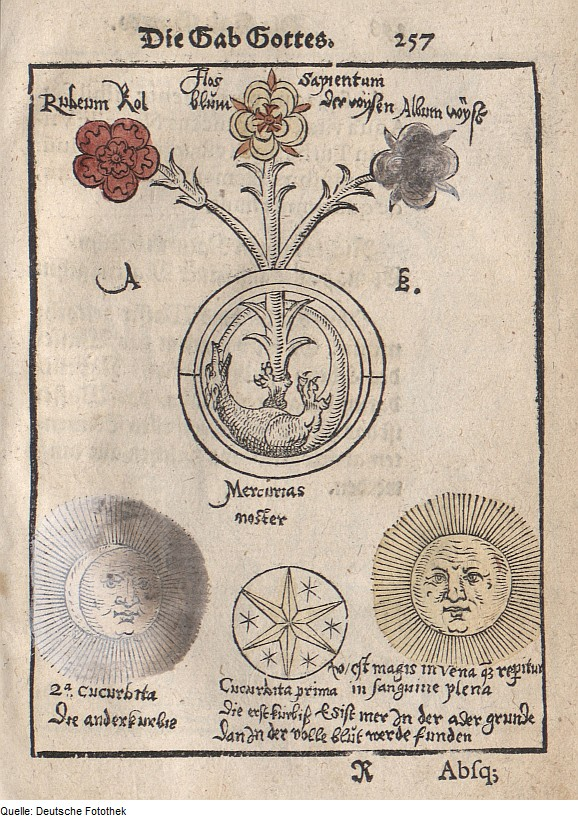
Drei „Blumen“ entspringen dem hermetischen Ei, in dem der Ouroboros liegt: die rote Blume des Goldes, die blaue der Weisheit und die weiße des Silbers. Aus Hieronymus Reussner: Pandora (1582)
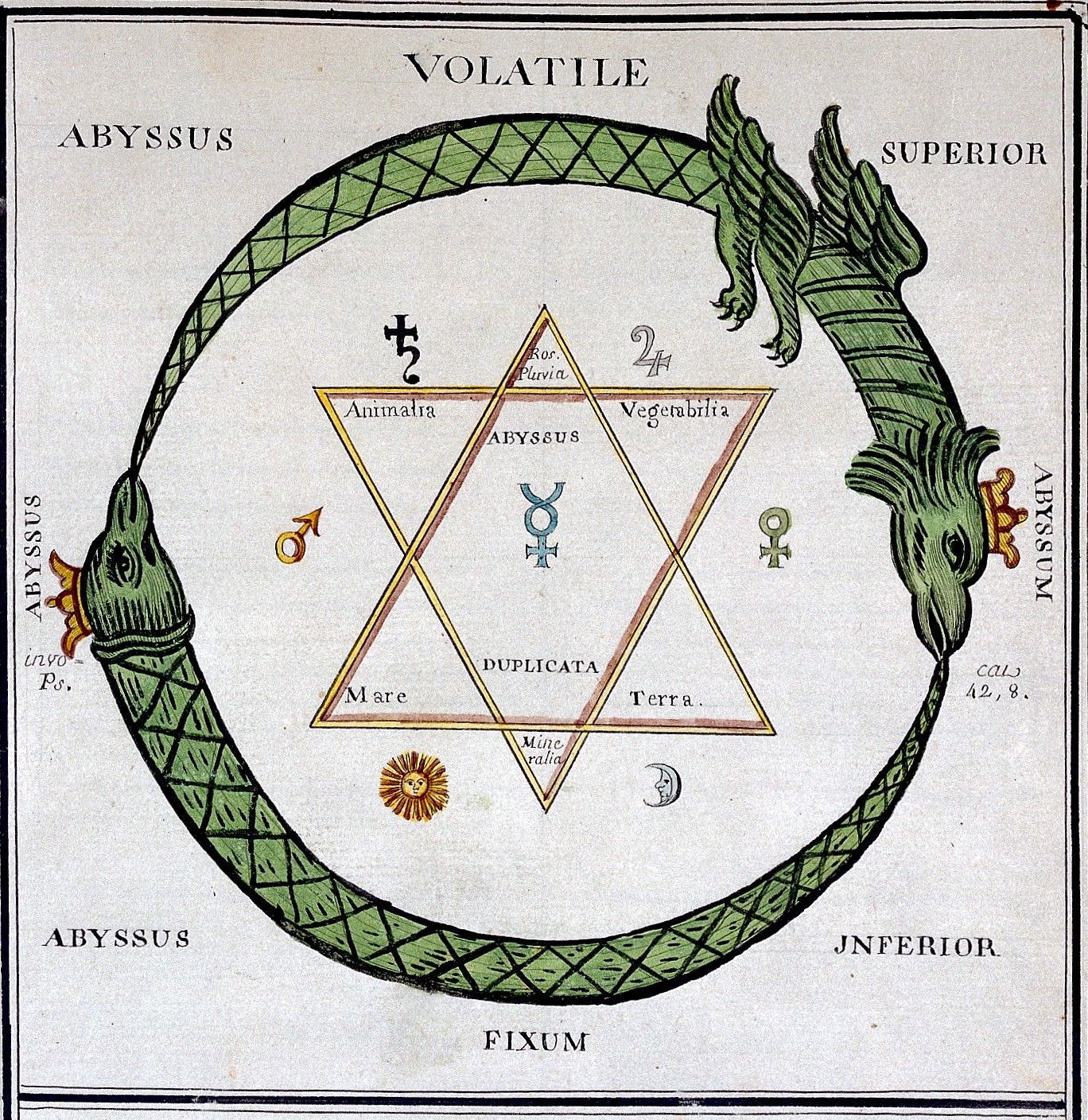
Marinier, Miracle naturel: zodiac chart.